# Matthias Nölke
Matthias Nölke (nascido em 8 de janeiro de 1980) é um jurista e político alemão do Partido Democrático Livre (FDP) que atua como membro do Bundestag do estado de Hesse desde 2020.